# Genista germanica
Genista germanica es una especie del género Genista perteneciente a la familia de las fabáceas. Es originaria de Europa.

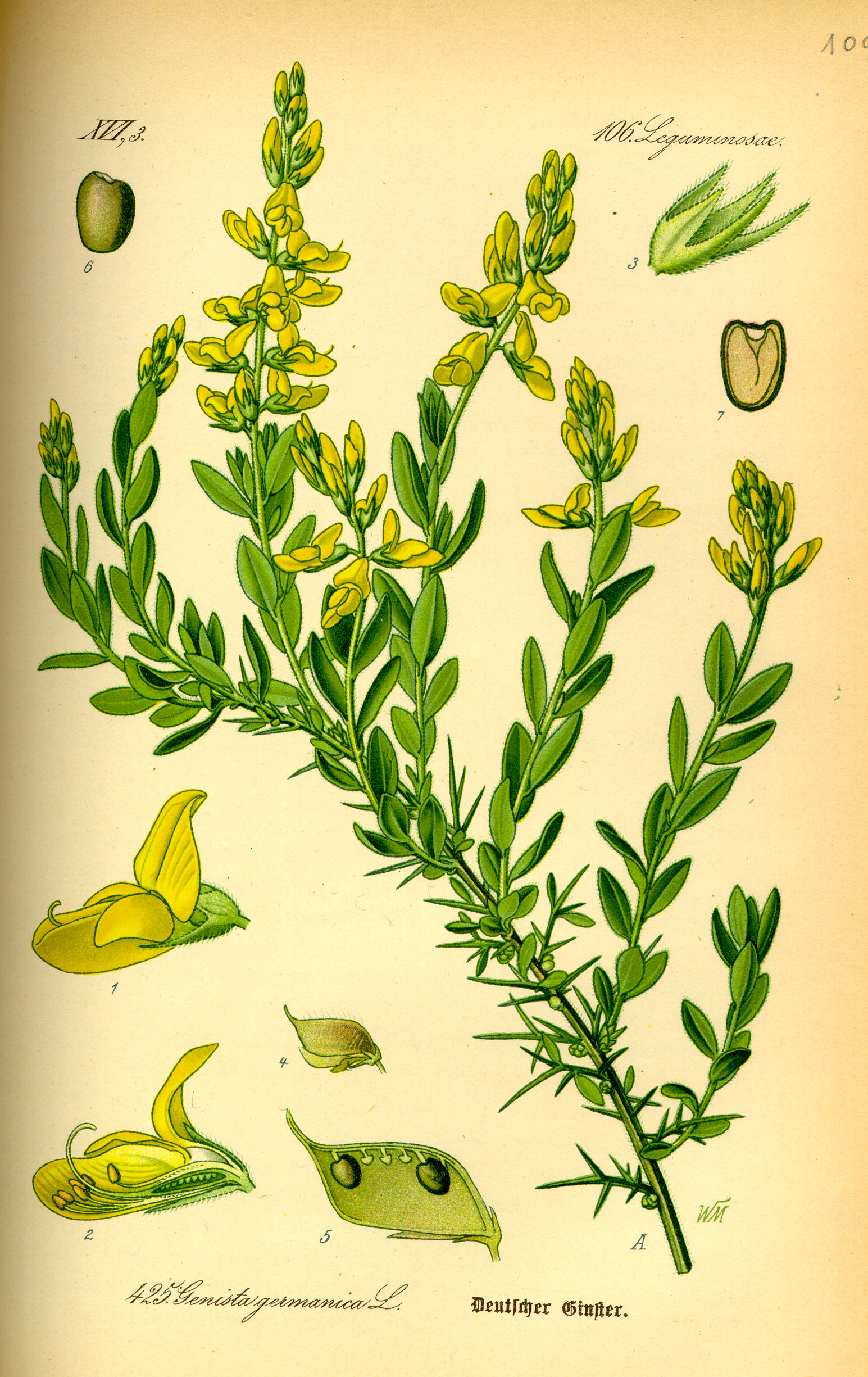
O. W. Thomé (1885)

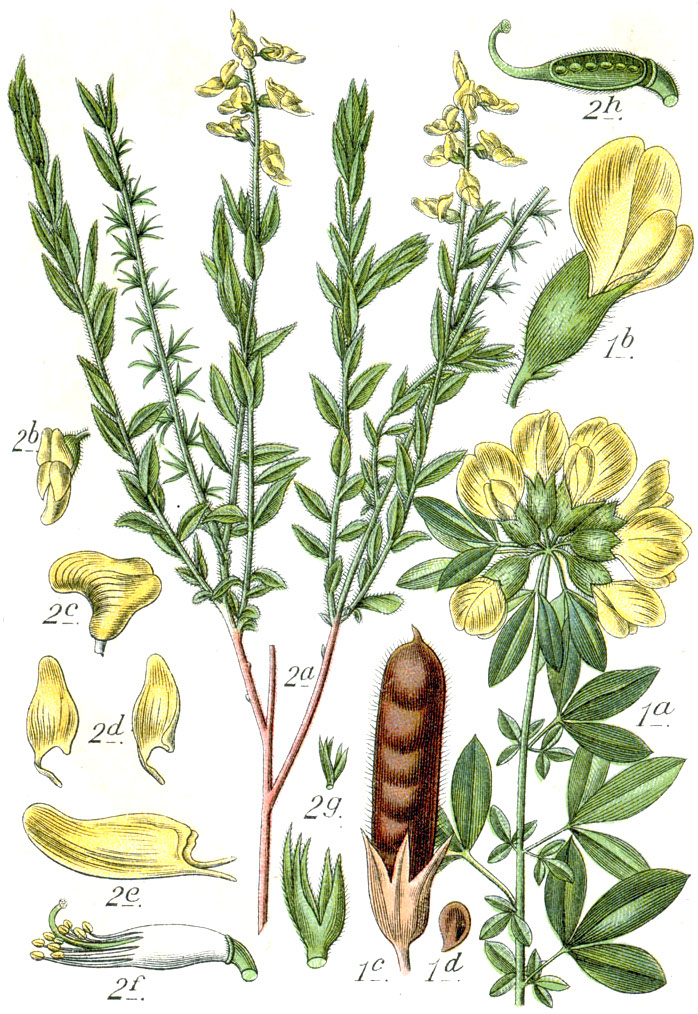
[Fig. 2] Jacob Sturm (1796)

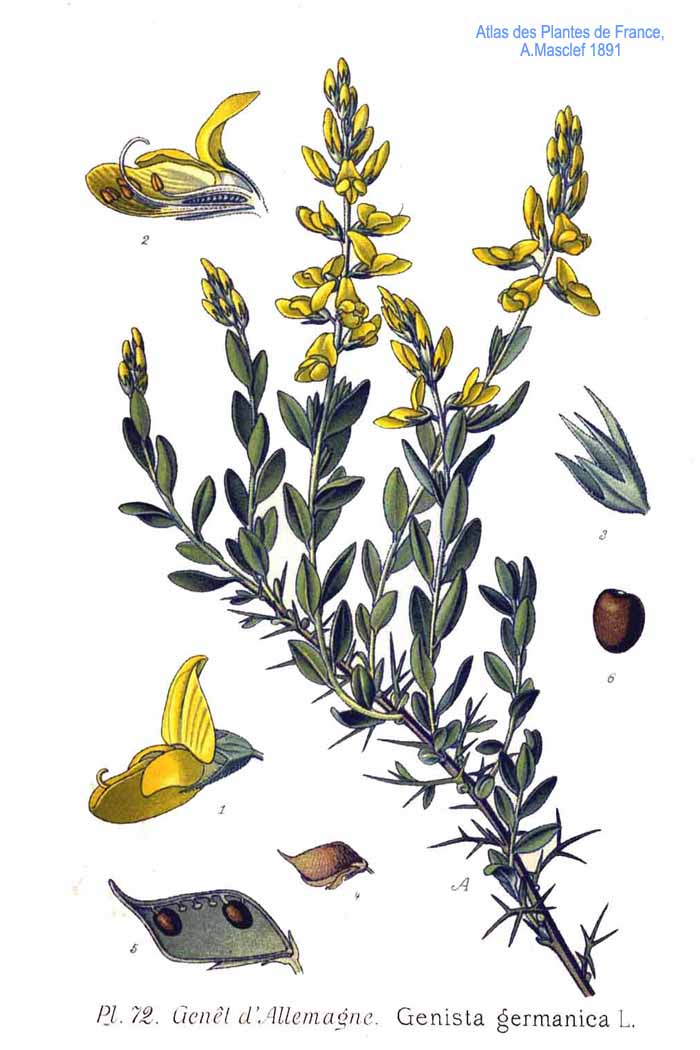
A. Masclef (1891)

## Descripción
Es una planta perenne (semi) arbusto que crece hasta una altura de 20 a 60 cm. Los tallos son erectos a ascendentes. Las ramas jóvenes son de color verde, peludas y sin espinas. Las ramas más viejas son de color marrón, desnudas y largas espinas de hasta 2,5 cm de longitud. Los brotes contienen taninos y, como el de la escoba tintorero , un tinte amarillo. Las hojas son de 10 a 20 mm de largo, 4-8 mm de ancho y estrecho-ovadas a lanceoladas. El margen de la hoja es entero.
Las flores son de color oro, de 8 y 12 mm de diámetro. Están dispuestas en una inflorescencia terminal, de tres a cinco centímetros de largo. Los tallos de la flor están cubiertos de pelo que sobresalen. El fruto es de color negro, marrón, de 8 a 15 mm de largo, 3-5 mm, densamente pilosos, y contienen 2-5 de semillas en forma de lente de color marrón.

## Propiedades
Toda la planta contiene alcaloides tóxicos quinolizidínicos , especialmente las semillas, que, como las flores contienen alcaloides al 0,25%. La hierba contiene principalmente esparteína.

## Taxonomía
Genista germanica fue descrita por Carlos Linneo y publicado en Species Plantarum 2: 710–711. 1753.
Etimología
Genista: nombre genérico que proviene del latín de la que los reyes y reinas Plantagenet de Inglaterra tomaron su nombre, planta Genesta o plante genest, en alusión a una historia que, cuando Guillermo el Conquistador se embarcó rumbo a Inglaterra, arrancó una planta que se mantenía firme, tenazmente, a una roca y la metió en su casco como símbolo de que él también sería tenaz en su arriesgada tarea. La planta fue la  llamada planta genista en latín. Esta es una buena historia, pero por desgracia Guillermo el Conquistador llegó mucho antes de los Plantagenet y en realidad fue Godofredo de Anjou que fue apodado el Plantagenet, porque llevaba un ramito de flores amarillas de retama en su casco como una insignia (genêt es el nombre francés del arbusto de retama), y fue su hijo, Enrique II, el que se convirtió en el primer rey Plantagenet. Otras explicaciones históricas son que Geoffrey plantó este arbusto como una cubierta de caza o que él la usaba para azotarse a sí mismo. No fue hasta que Ricardo de York, el padre de los dos reyes Eduardo IV y Ricardo III, cuando los miembros de esta familia adoptaron el nombre de Plantagenet, y luego se aplicó retroactivamente a los descendientes de Godofredo I de Anjou como el nombre dinástico.
germanica: epíteto geográfico que alude a su localización en Germania.
Sinonimia
- Cytisus germanica (L.) Vis.
- Genista heterocantha Schloss. & Vuk.
- Genista spinosa Gilib.
- Scorpius spinosa (Gilib.) Moench
- Voglera germanica (L.) Fourr.
- Voglera spinosa (Gilib.) Gaertn[3]

## Galería

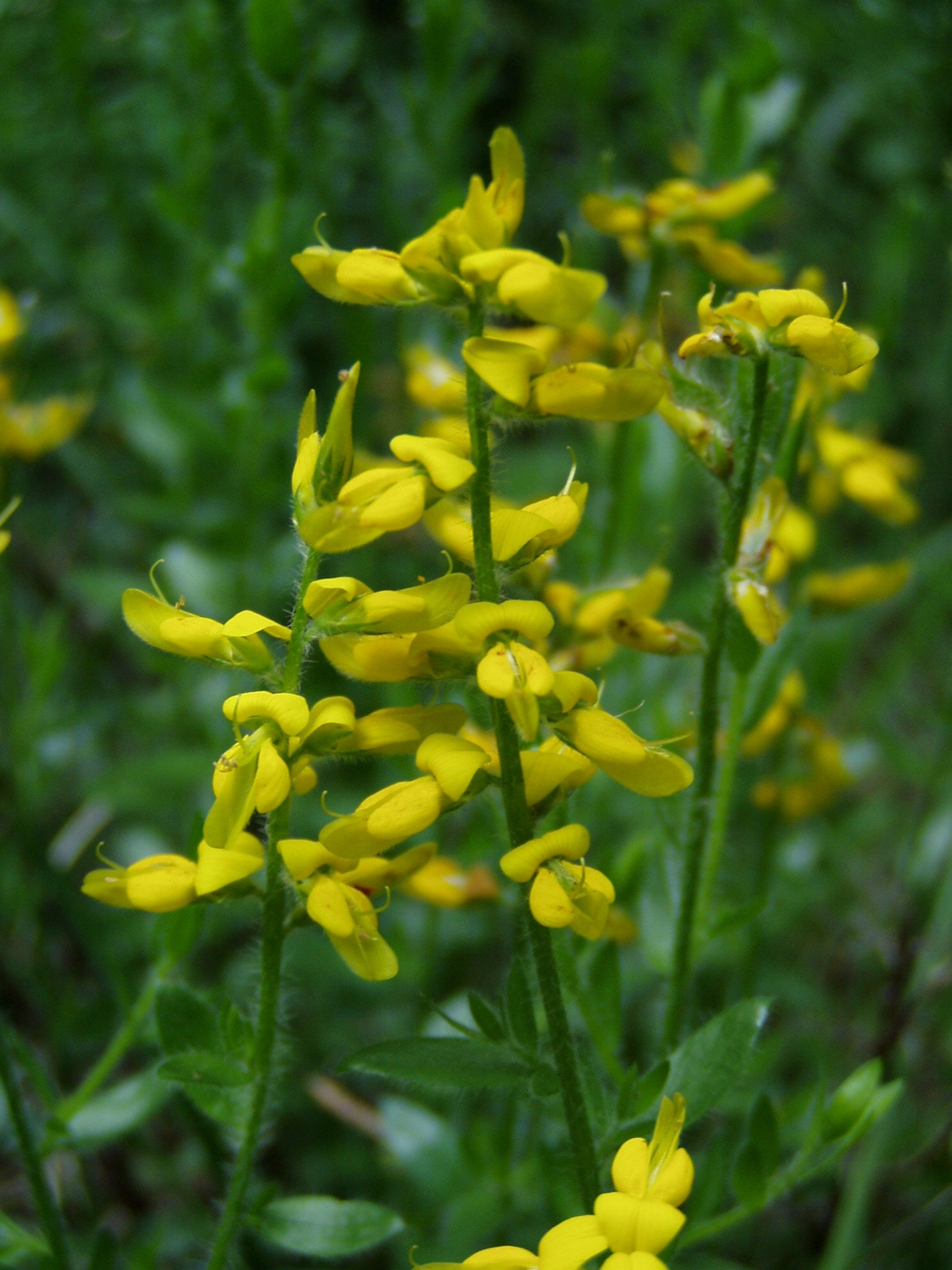
De Carintia
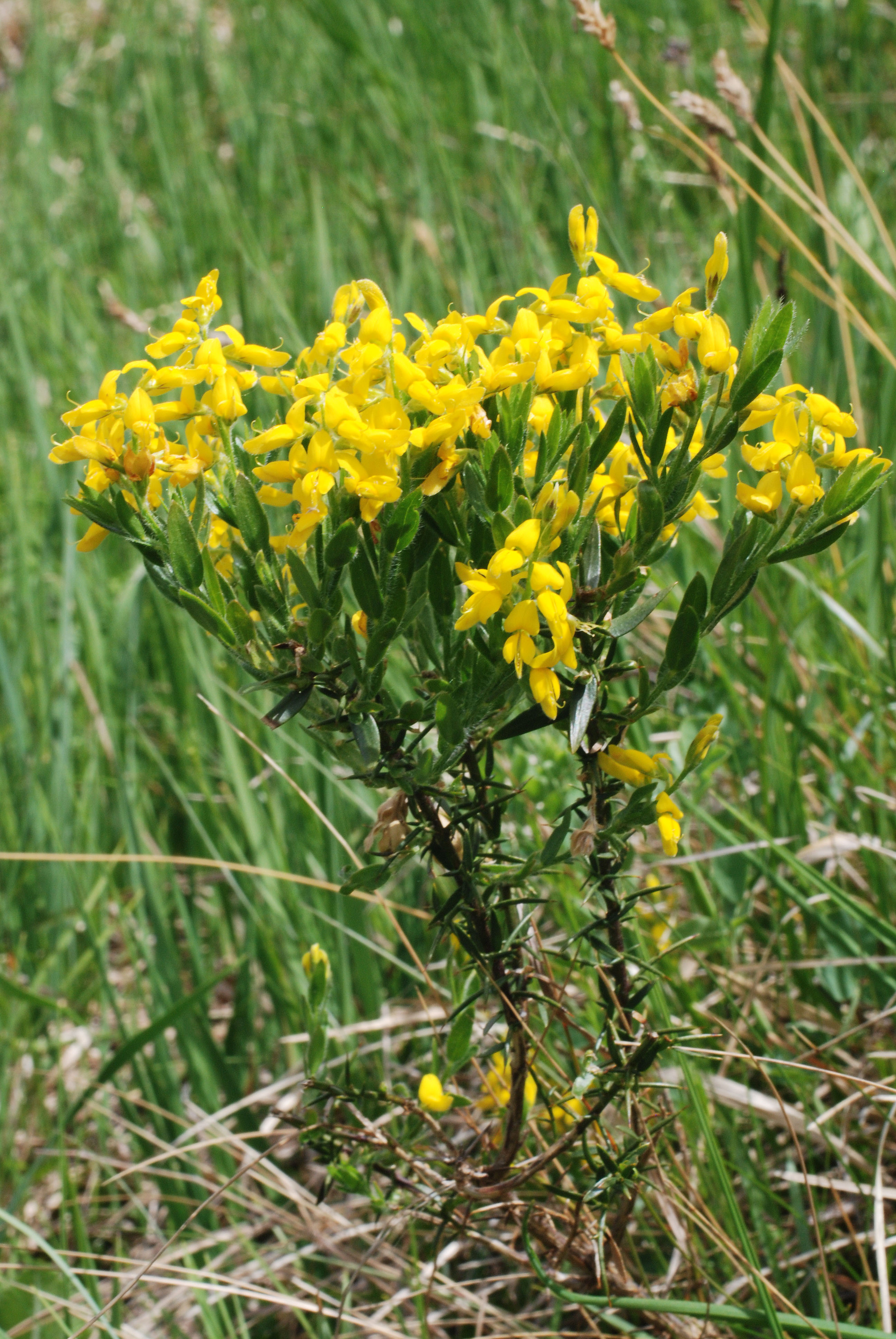
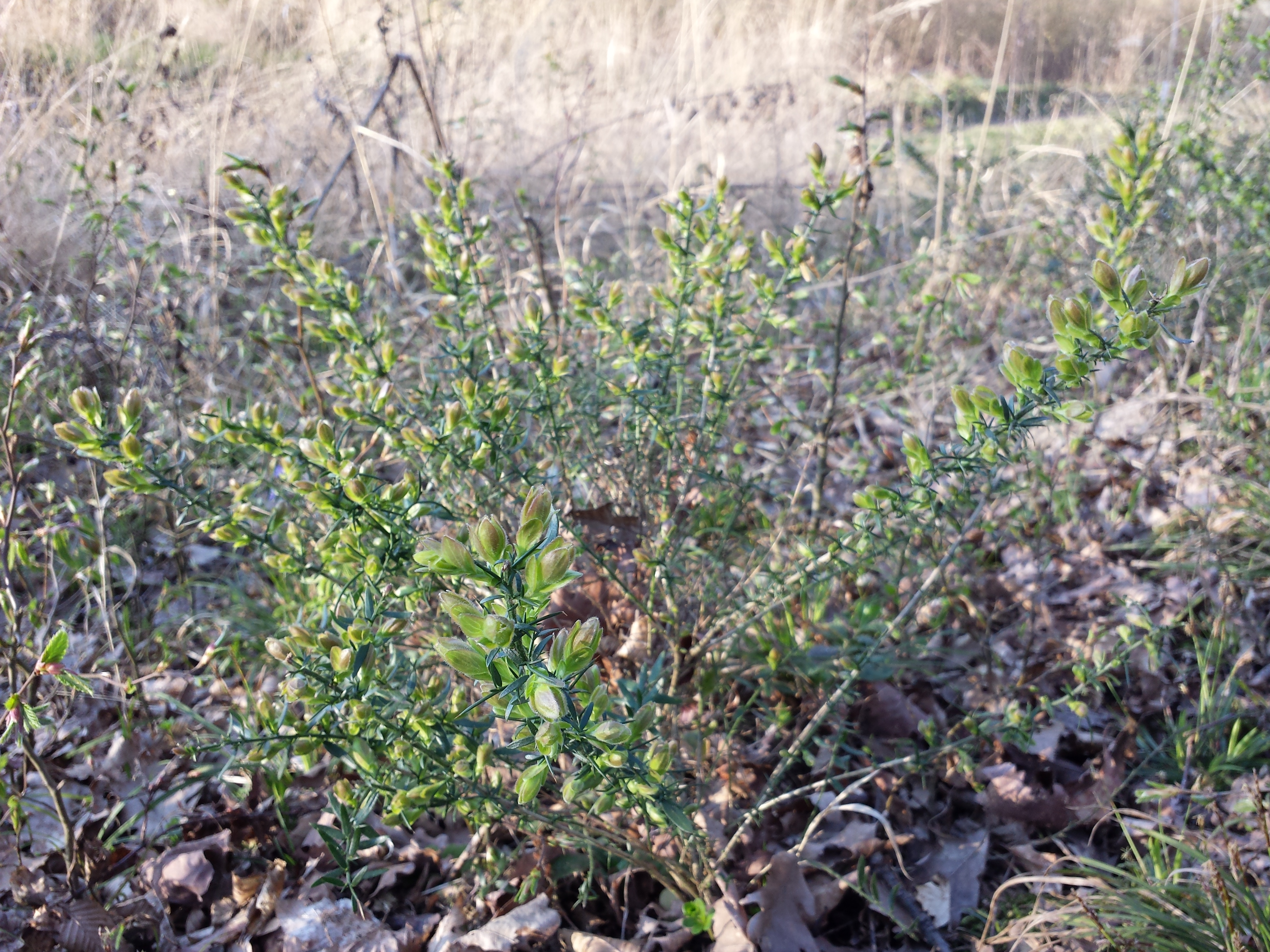
Habitus
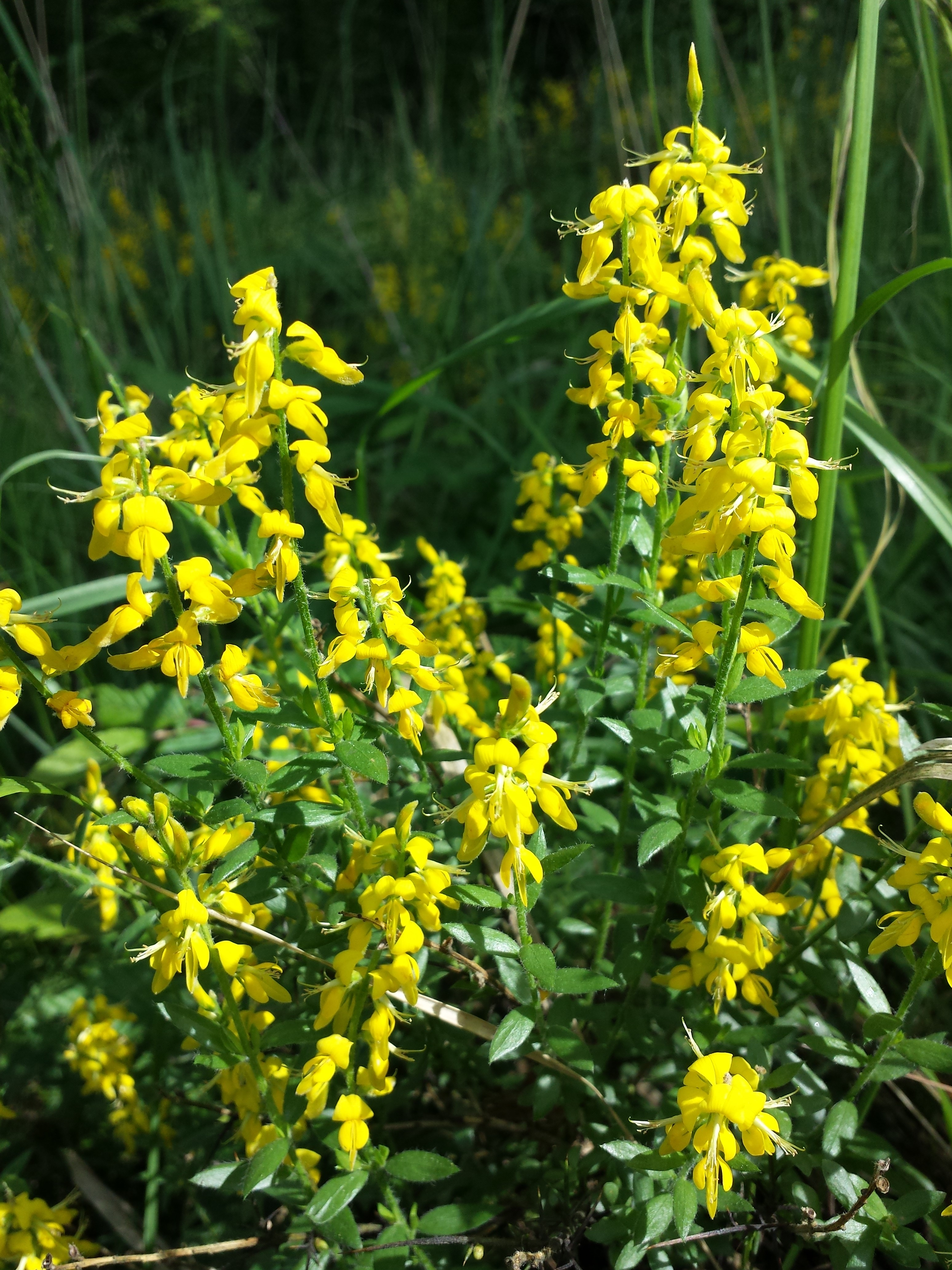
Inflorescencia